# Edvard Outrata
Edvard Outrata (* 9. srpna 1936 Brno) je český politik a statistik. V letech 1993–1999 byl předsedou Českého statistického úřadu.
Jeho otec Eduard byl československý politik, účastník protinacistického odboje a ministr Československé exilové vlády v Londýně. Matka Emma, roz. Čepková, byla před svatbou v roce 1935 reprezentantkou ČSR v tenisu.

## Biografie
Edvard Outrata vystudoval VŠE (1954–1959) a po vojenské službě pracoval ve Výzkumném ústavu matematických strojů v Praze na vývoji software. Po okupaci ČSSR v srpnu 1968 odešel se svou ženou do Vídně a pak do Kanady, kde od roku 1969 pracoval ve statistickém úřadu Statistics Canada / Statistique Canada. Od roku 1984 byl šéfem odboru informatiky (a tím i členem vedení úřadu).
V roce 1993 odešel do důchodu a s manželkou Janou se vrátili do Prahy. Byl jmenován předsedou Českého statistického úřadu (ČSÚ), který se právě začal přizpůsobovat rozdělení Československa a vývoji tržní ekonomiky. Outrata zde zavedl postupy běžné v západních zemích (např. pravidelné zveřejňování statistických údajů v předem určené termíny, což omezuje možnost jejich využívání v politickém boji). Jako předseda ČSÚ se pravidelně účastnil zasedání vlády. O prázdninách 1999 rezignoval.
Na podzim 2000 byl zvolen ve volebním obvodě 17 (Praha 12) senátorem jako bezpartijní za tehdejší Čtyřkoalici (navrhla US). Spoluzaložil senátorský Klub otevřené demokracie, jehož byl i předsedou. Po senátních volbách v roce 2004 byl 15. prosince zvolen jedním ze čtyř místopředsedů Senátu. Edvard Outrata byl řadu let rovněž předsedou Evropského hnutí v ČR a do roku 2010 byl rovněž místopředsedou Mezinárodního Evropského hnutí se sídlem v Bruselu. Je jedním z prvních politiků, kteří začali zveřejňovat všechny své příjmy (vedle platů kanadská penze a výnosy z restitucí), jak vyžaduje zákon.
Ve volbách do Senátu v roce 2006 již nekandidoval.
StB
V databázi Archivu bezpečnostních složek abscr.cz je Outrata, Eduard, datum narození 9.8.1936 zaznamenán v Archivním protokolu agenturně operativních svazků, zaveden dne 8.4.1968 registrujícím útvarem I. správa MV (15. odbor), pod registračním číslem 10380 (archivní číslo 12469), s krycím jménem "Elliott".